# Фа’амасино, Тупо
Тупо Фа’амасино (англ. Tupo Fa'amasino, родился 13 апреля 1966 года в Апиа) — самоанский регбист, выступавший на позиции центрового.

## Игровая карьера
Известен по выступлениям за ряд новозеландских клубов: играл за веллингтонскую команду «Ориентал Ронготаи» и за команду Веллингтона в чемпионате провинций Новой Зеландии до 1991 года. В 1993 году играл в Японии за клуб «Нико Нико До» (команда одноимённого предприятия Niko Niko Do), позже выступал в Супер 12 за веллингтонский «Харрикейнз». В 2000 году играл за оклендскую команду «Отахуху» в чемпионате Окленда.
За сборную Самоа дебютировал 12 ноября 1988 года в игре против Уэльса во время турне Западного Самоа по Великобритании и Ирландии, завершившейся поражением самоанцев 6:24. В игре против клуба «Понтиприта» от 8 ноября занёс попытку и помог сборной победить со счётом 23:22. В составе сборной Самоа выступал на чемпионатах мира 1991 и 1995 годов, сыграв там пять встреч.
Также Фа’амасино отметился двумя матчами за сборную Японии: в 1993 году во время турне по Аргентине сыграл в одном из неофициальных матчей в мае, а 16 октября 1993 года отыграл полноценный матч против Уэльса. 20 июля 1996 года сыграл последний матч за сборную Самоа против фиджийцев в Суве.

## Тренерская карьера
В 2006 году тренировал оклендскую команду «Ист-Тамаки».